# Lo sfighè, Gisto e Cesira, Delone, un marziano e altre storie
Lo sfighè, Gisto e Cesira, Delone, un marziano e altre storie è il terzo album in studio di Andrea Mingardi del 1977.

## Produzione
Il disco contiene otto brani, tutti composti dallo stesso Mingardi e cantati in dialetto bolognese. Le prime due tracce sono state registrate in studio, le rimanenti dal vivo al Palazzo dei Congressi di Bologna il 6 dicembre 1976 con la partecipazione dell'orchestra filarmonica "Città di Bologna".

## I brani

### A io' vèst un Marziàn
A io' vèst un Marziàn è una delle canzoni più popolari di Mingardi fra i bolognesi; la comprensione del testo è molto difficile per un non emiliano, e alcune sfumature possono essere colte solo da parlanti esperti, come ad esempio l'uso, anche mentre si parla in dialetto, di parole in lingua italiana, per dare loro maggior rilievo.  O, addirittura, l'italianizzazione errata di parole dialettali.
La canzone è una chiara presa in giro della mania collettiva degli avvistamenti di UFO, negli anni in cui è stata scritta. Nella parte conclusiva, però, con un tono semiserio e talvolta melanconico, si arriva alla considerazione che il progresso non porta sempre e solo vantaggi, con un'evidente nostalgia per la vita contadina.
La canzone è cantata in prima persona da un contadino che è arrivato tardi al bar. «Perché?» gli chiedono curiosi gli amici. Perché in mezzo alla campagna, vicino a San Giovanni (probabilmente San Giovanni in Persiceto) il contadino aveva visto un marziano. Anche se sarebbe volentieri scappato, il contadino resta come ambasciatore del mondo intero, pur avendogli lo spavento procurato, per così dire, disturbi intestinali. Su richiesta degli amici del bar, il contadino passa alla descrizione del marziano.
«Aveva tre gambe, una più corta, sottili sottili sembravano grissini, con due stava in piedi, l'altra era morta proprio come l'uccello di Sandrino. Il tronco pareva una mortadella, e le braccine due salsicciotti, le mani avevano ventiquattro dita e sul petto  aveva dodici o tredici tette. La testa come un melone senza capelli, ma in cima... l'antenna della televisione! Quattro occhi, tre orecchie, sette buchi del naso, una bocca davanti e una di dietro».
La prima cosa da fare, prosegue il contadino, era dargli il benvenuto. Ci prova con welcome, bienvenù, vut na cicles? (vuoi una gomma da masticare, in bolognese). È stato anche molto attento a non dirgli marziano perché «se invece è di Venere, è come dire a un milanista che è dell'Inter... Mi sembri un coso così strano, sei tutto pencolante. Ma cos'hai addosso... un marziano della mutua. Dai, di' qualcosa. Noi italiani amichi! Vai mo'. Noi italiani nel MEC... ancora per poc! Ne hai, di soldi, tu, ne hai! Acciaio inossidabile!»
Alla fine, il marziano si muove e parla, ma parla a rovescio. Con sforzo, il contadino riesce a decifrare le parole del marziano: «dscòrr in italiàn e fat dèr int al cul…!» (parla italiano e fattelo dare in c.). Gli chiede quindi da dove viene, e cosa cerca sulla Terra, lui che è così progredito. Alla fine il marziano racconta la sua storia.
«Un giorno stavo girando, e non ne potevo più di stare là da me. Ho visto la Terra, il vostro mondo, m'è quasi sembrato di tornare bambino... Ho duecento anni, forse anche di più, il progresso è cresciuto insieme a me. Forse non sembra, pare una storia, ma tanti anni fa ero fatto come te, poi ci sono state delle guerre tremende, l'inquinamento, la mancanza di spazio: mi sono trasformato. La gente non muore più, il mare s'è asciugato, la frutta è sintetica e plastificata, l'aria è verde, gli alberi non ci sono più, la terra è deserta a perdita d'occhio. Se la memoria mi funziona ancora bene, tu devi essere un contadino, posso stare qui a respirare l'aria buona, posso mangiare un pezzetto di cipolla?»
In conclusione il contadino canta «Ho visto un marziano, ho visto un marziano, mangiava della cipolla e piangeva tutto contento.»

## Tracce
1. Funky, funky...
2. I vich ien sempar soul
3. Gisto e Cesira
4. A io' vèst un marziàn
5. Sfighè
6. Ninna nanna
7. Piran al boxur
8. Un piasarè (Delone)

## Musicisti
- Andrea Mingardi - voce
- Orchestra filarmonica Città di Bologna (diretta da Natale Massara) - archi (3-8)